# HMS Kaparen (P159)
HMS Kaparen (P159) var en av svenska flottans patrullbåtar. Fartyget var "flaggskepp" i den svenska flottstyrka som under kommendör Roderick Klintebo återlämnade ubåt U137 till Sovjet vid avslutningen på ubåtsincidenten i Gåsefjärden i november 1981. 
Fartyget var först med att bli modifierad till den nya Kaparen-klassen med släphydrofon, nytt maskineri med mera 1992, och tillhörde då 46:e, senare 36:e patrullbåtsdivisionen i Karlskrona. Fartyget avrustades 2001, och det avrustade fartyget såldes till The RCI Group Ltd i juni 2008.